# Bellon (Charente)
Pour les articles homonymes, voir Bellon.
Bellon est une commune du Sud-Ouest de la France, située dans le département de la Charente (région Nouvelle-Aquitaine).
Ses habitants sont appelés les Bellonnais et les Bellonnaises.

## Géographie

### Localisation et accès
Bellon est une petite commune du Sud-Charente et du canton d'Aubeterre-sur-Dronne.
Elle est à 5 km au nord-ouest d'Aubeterre, 7 km au nord-est de Chalais, 4 km au sud-est de Montboyer, 11 km au sud de Montmoreau et à 39 km d'Angoulême.
La D.674, route d'Angoulême à Libourne passe à l'ouest de la commune, à Montboyer.
À l'écart des grands axes routiers, Bellon est desservie par la D 198 qui passe au bourg et va vers Aubeterre par Saint-Romain et rattrape la D 137 à l'ouest qui va à Montboyer. Au nord de la commune, la  .140 est-ouest va de Montboyer à Pillac. La D 21, au nord-est de la commune, va de Barbezieux à Aubeterre. Elle permet de rejoindre la D 674 au sud de Montmoreau.
La ligne Paris - Bordeaux passe sur le nord-ouest de la commune. La gare la plus proche est celle de Chalais, desservie par des TER à destination d'Angoulême et de Bordeaux.

### Hameaux et lieux-dits
Le bourg n'est pas plus grand qu'un hameau. Celui de la Font est à l'ouest du bourg. La commune comprend aussi d'autres hameaux et fermes, comme le Merveillaud, le Soulard, le Pasquet, Bois Jarzeau, Bois Moreau, le Maine Roy, les Beauries, Chasserat, le Couret, le Masson, les Landes, les Viauds, les Hervoits, etc..

### Communes limitrophes
| Montboyer | Bors         |        |
| Courlac   | Bellon       | Pillac |
|           | Saint-Romain |        |

### Géologie et relief
La commune est dans les coteaux du Campanien (Crétacé supérieur), calcaire crayeux qui occupe une grande partie du Sud Charente. La vallée de la Tude, à l'ouest, est occupée par des alluvions récentes du Quaternaire,,.
Le point culminant de la commune est à une altitude de 123 m, situé au sud de la commune au Grand Maine. Le point le plus bas est à 53 m, situé le long de la Tude en limite nord-ouest. Le bourg, construit sur une colline, est à 115 m d'altitude.

### Hydrographie

#### Réseau hydrographique

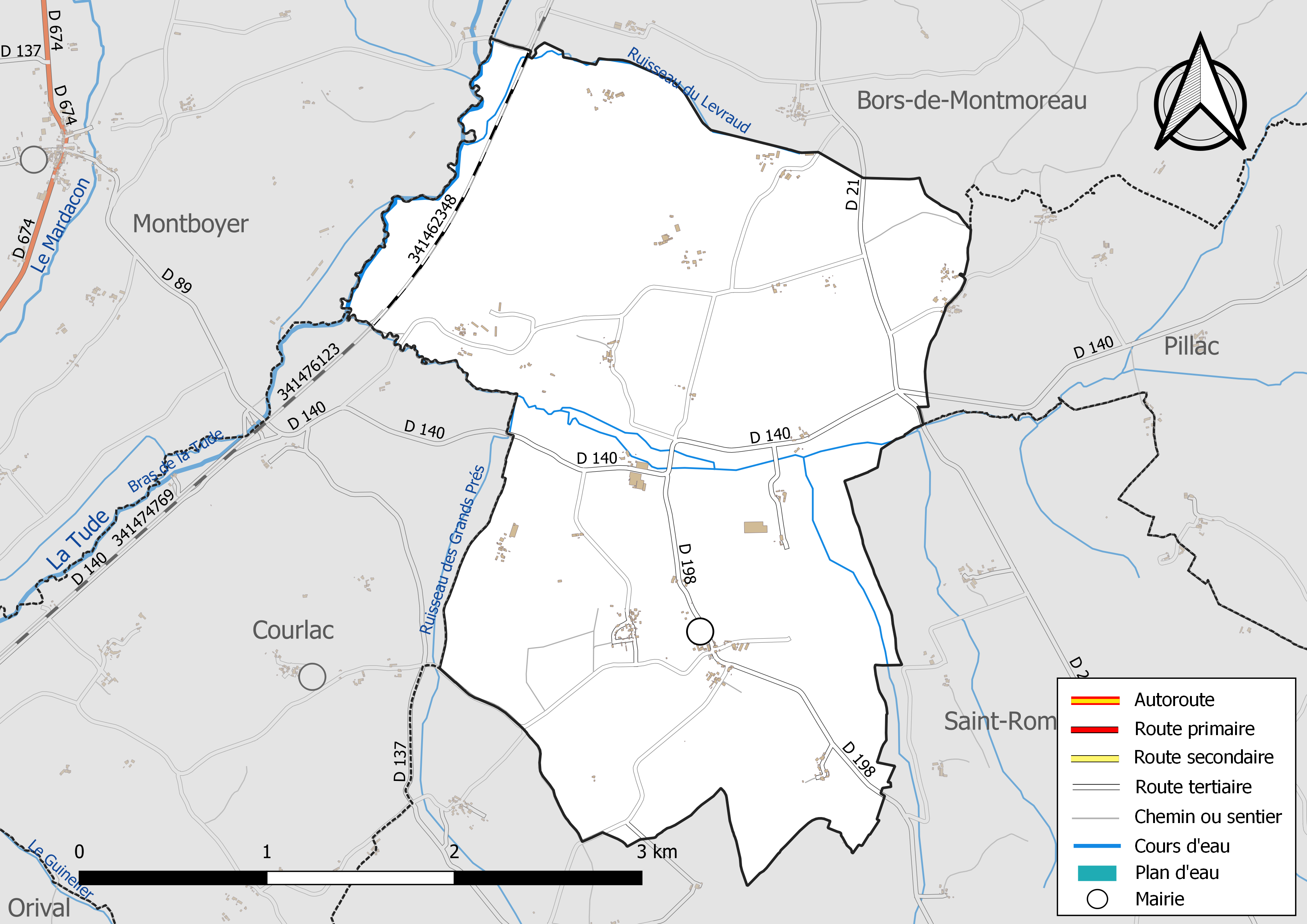
Réseaux hydrographique et routier de Bellon.

La commune est située dans  le bassin de la Dordogne au sein  du Bassin Adour-Garonne. Elle est drainée par la Tude, un bras de la Tude, le ruisseau des Grands Prés, le ruisseau du Levraud et par divers petits cours d'eau, qui constituent un réseau hydrographique de 8 km de longueur totale,.
La Tude limite la commune au nord-ouest. D'une longueur totale de 43,3 km, elle prend sa source dans la commune de Boisné-La Tude et se jette  dans la Dronne à Parcoul-Chenaud, après avoir traversé 15 communes.
De petits affluents rejoignent la Tude à l'ouest, comme un ruisseau sans nom qui passe au centre de la commune au nord du bourg, ou le ruisseau du Levraud qui limite la commune au nord. La commune compte aussi quelques petites retenues d'eau à usage agricole.

#### Gestion des cours d'eau
Le territoire communal est couvert par le schéma d'aménagement et de gestion des eaux (SAGE) « Isle - Dronne ». Ce document de planification, dont le territoire regroupe les bassins versants de l'Isle et de la Dronne, d'une superficie de 7 500 km2, a été approuvé le 2 août 2021. La structure porteuse de l'élaboration et de la mise en œuvre est l'établissement public territorial de bassin de la Dordogne (EPIDOR). Il définit sur son territoire les objectifs généraux d’utilisation, de mise en valeur et de protection quantitative et qualitative des ressources en eau superficielle et souterraine, en respect des objectifs de qualité définis dans le troisième SDAGE  du Bassin Adour-Garonne qui couvre la période 2022-2027, approuvé le 10 mars 2022.

### Climat
Comme dans les trois quarts sud et ouest du département, le climat est océanique aquitain.

### Milieux naturels et biodiversité

#### Natura 2000
Bordé au nord-ouest par la Tude, le territoire communal est concerné par le site Vallée de la Tude, identifié dans le réseau Natura 2000 comme important pour la conservation d'espèces animales européennes menacées,.
Seize espèces animales inscrites à l'annexe II de la directive 92/43/CEE de l'Union européenne y ont été répertoriées.
- un amphibien : le Sonneur à ventre jaune (Bombina variegata) ;
- un crustacé, l'Écrevisse à pattes blanches (Austropotamobius pallipes) ;
- six insectes : l'Agrion de Mercure (Coenagrion mercuriale), le Cerf-volant (mâle) ou la Grande biche (femelle) (Lucanus cervus), la Cordulie à corps fin (Oxygastra curtisii), le Cuivré des marais (Lycaena dispar), le Damier de la succise (Euphydryas aurinia) et le Gomphe de Graslin (Gomphus graslinii) ;
- cinq mammifères : la Loutre d'Europe (Lutra lutra) et le Vison d'Europe (Mustela lutreola), et trois chauves-souris : la Barbastelle d'Europe (Barbastella barbastellus), le Murin à oreilles échancrées (Myotis emarginatus) et le Petit rhinolophe (Rhinolophus hipposideros) ;
- deux poissons : le Chabot fluviatile (Cottus perifretum) et la Lamproie de Planer (Lampetra  planeri) ;
- un reptile : la Cistude (Emys orbicularis).

Vingt-six autres espèces animales importantes y ont été recensées dont quatorze sont concernées par l'annexe IV de la directive habitats.

#### ZNIEFF
À Bellon, sur un périmètre quasi identique à celui du site Natura 2000 ci-dessus, la vallée de la Tude fait partie de la ZNIEFF de type II nommée « Vallées de la Nizonne, de la Tude et de la Dronne en Poitou-Charentes »,.
Vingt-deux espèces déterminantes d'animaux y ont été répertoriées :
- un amphibien : la Rainette verte (Hyla arborea) ;
- un crustacé, l'Écrevisse à pattes blanches (Austropotamobius pallipes) ;
- cinq insectes dont trois lépidoptères : l'Azuré de la sanguisorbe (Phengaris teleius), le Cuivré des marais (Lycaena dispar) et le Fadet des laîches (Coenonympha oedippus) et deux odonates : l'Agrion de Mercure (Coenagrion mercuriale) et la Cordulie à corps fin (Oxygastra curtisii) ;
- sept mammifères : la Loutre d'Europe (Lutra lutra) et le Vison d'Europe (Mustela lutreola), ainsi que cinq chauves-souris : le Murin à moustaches (Myotis mystacinus), l'Oreillard roux (Plecotus auritus), la Pipistrelle de Kuhl (Pipistrellus kuhlii), le Petit rhinolophe (Rhinolophus hipposideros) et la Sérotine commune (Eptesicus serotinus) ;
- quatre oiseaux : l'Alouette lulu (Lullula arborea), le Martin-pêcheur d'Europe (Alcedo atthis), le Milan noir (Milvus migrans) et le Tarier des prés (Saxicola rubetra) ;
- trois poissons : le Chabot commun (Cottus gobio), la Lamproie de Planer (Lampetra  planeri) et le Toxostome (Parachondrostoma toxostoma) ;
- un reptile : la Cistude (Emys orbicularis).

Vingt-neuf autres espèces animales (quatre mammifères et vingt-cinq oiseaux) y ont été recensées.

## Urbanisme

### Typologie
Au 1er janvier 2024, Bellon est catégorisée commune rurale à habitat très dispersé, selon la nouvelle grille communale de densité à 7 niveaux définie par l'Insee en 2022.
Elle est située hors unité urbaine et hors attraction des villes,.

### Occupation des sols
L'occupation des sols de la commune, telle qu'elle ressort de la base de données européenne d’occupation biophysique des sols Corine Land Cover (CLC), est marquée par l'importance des territoires agricoles (84,6 % en 2018), une proportion sensiblement équivalente à celle de 1990 (84,4 %). La répartition détaillée en 2018 est la suivante : 
terres arables (58,1 %), zones agricoles hétérogènes (21,3 %), forêts (15,4 %), prairies (5,2 %). L'évolution de l’occupation des sols de la commune et de ses infrastructures peut être observée sur les différentes représentations cartographiques du territoire : la carte de Cassini (XVIIIe siècle), la carte d'état-major (1820-1866) et les cartes ou photos aériennes de l'IGN pour la période actuelle (1950 à aujourd'hui).

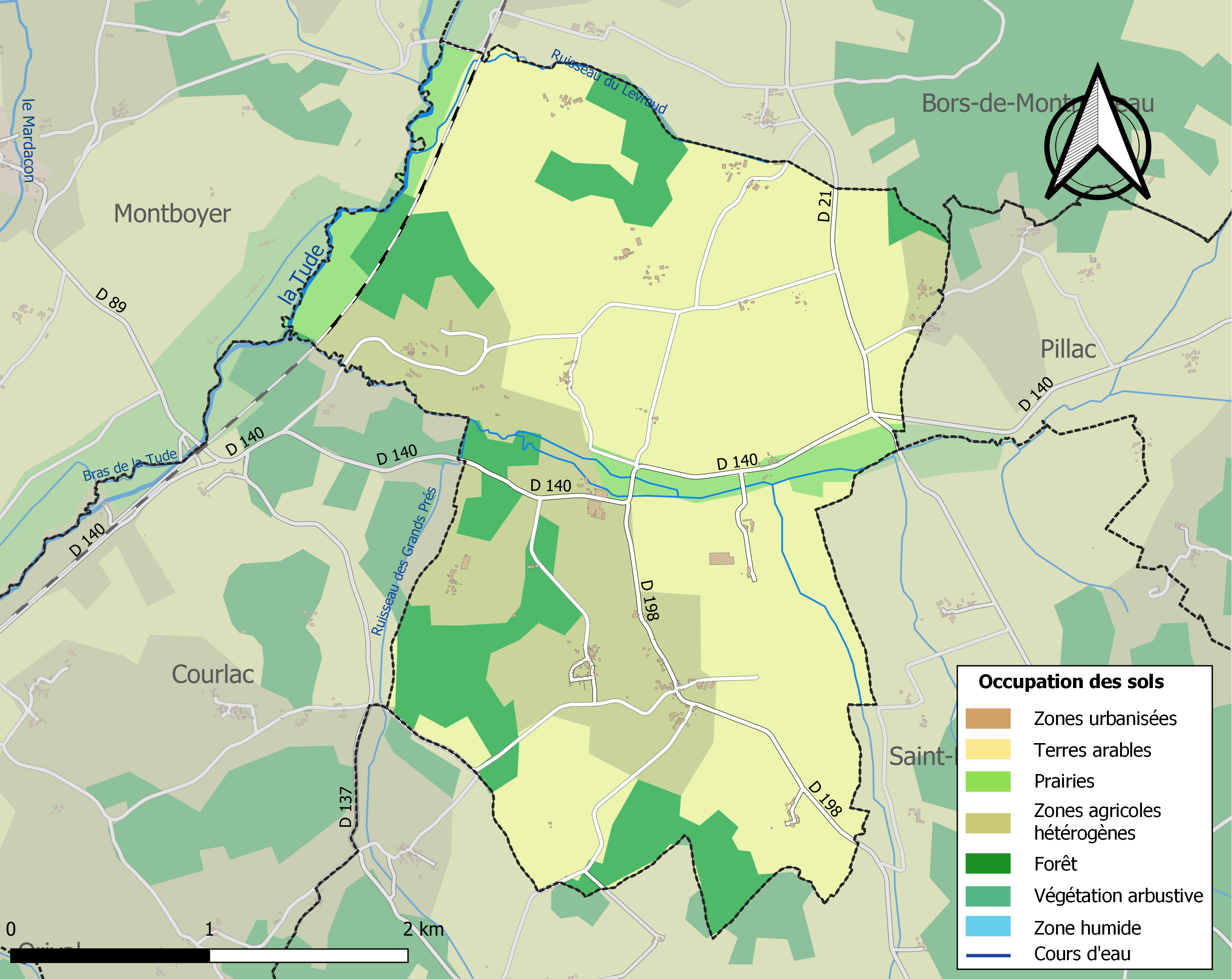
Carte des infrastructures et de l'occupation des sols de la commune en 2018 (CLC).

### Risques majeurs
Le territoire de la commune de Bellon est vulnérable à différents aléas naturels : météorologiques (tempête, orage, neige, grand froid, canicule ou sécheresse), feux de forêts et séisme (sismicité faible). Un site publié par le BRGM permet d'évaluer simplement et rapidement les risques d'un bien localisé soit par son adresse soit par le numéro de sa parcelle.
Bellon est exposée au risque de feu de forêt du fait de la présence sur son territoire du massif de Bors – Pillac – Saint-Romain. Un plan départemental de protection des forêts contre les incendies (PDPFCI) a été élaboré pour la période 2017-2026, faisant suite à un plan 2007-2016. Les mesures individuelles de prévention contre les incendies sont précisées par divers arrêtés préfectoraux et s’appliquent dans les zones exposées aux incendies de forêt et à moins de 200 mètres de celles-ci. L’arrêté du 3 mai 2016 règlemente l'emploi du feu en interdisant notamment d’apporter du feu, de fumer et de jeter des mégots de cigarette dans les espaces sensibles et sur les voies qui les traversent sous peine de sanctions. L'arrêté du 27 décembre 2019 rend le débroussaillement obligatoire, incombant au propriétaire ou ayant droit,,,.

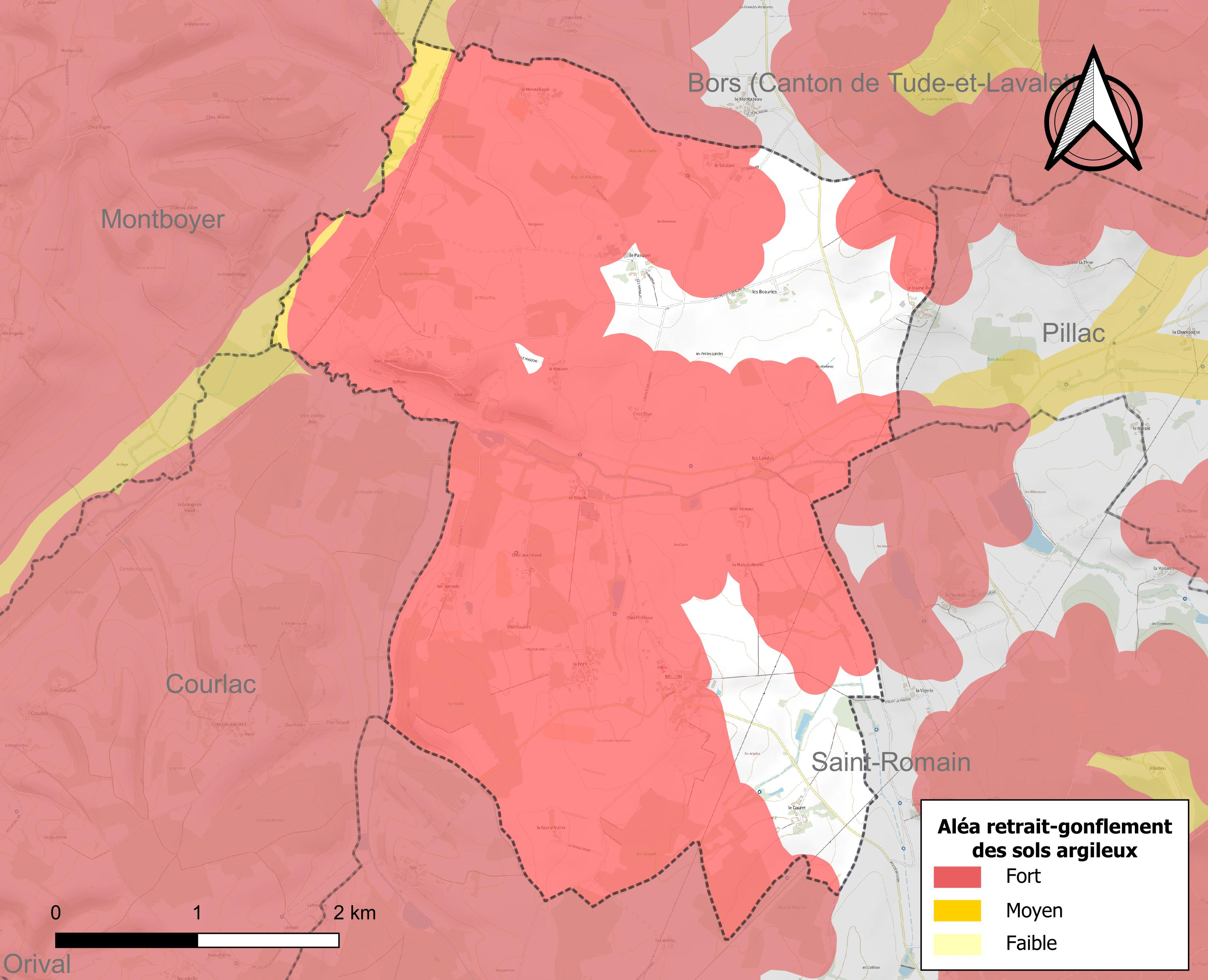
Carte des zones d'aléa retrait-gonflement des sols argileux de Bellon.

Le retrait-gonflement des sols argileux est susceptible d'engendrer des dommages importants aux bâtiments en cas d’alternance de périodes de sécheresse et de pluie. 82,9 % de la superficie communale est en aléa moyen ou fort (67,4 % au niveau départemental et 48,5 % au niveau national). Sur les 98 bâtiments dénombrés sur la commune en 2019,  80 sont en aléa moyen ou fort, soit 82 %, à comparer aux 81 % au niveau départemental et 54 % au niveau national. Une cartographie de l'exposition du territoire national au retrait gonflement des sols argileux est disponible sur le site du BRGM,.
Par ailleurs, afin de mieux appréhender le risque d’affaissement de terrain, l'inventaire national des cavités souterraines permet de localiser celles situées sur la commune.
La commune a été reconnue en état de catastrophe naturelle au titre des dommages causés par les inondations et coulées de boue survenues en 1982, 1983 et 1999. Concernant les mouvements de terrains, la commune a été reconnue en état de catastrophe naturelle au titre des dommages causés par des mouvements de terrain en 1999.

## Toponymie
Les formes anciennes sont Belunto en 1090, Belont en 1329.
D'après Dauzat, le nom pourrait venir du gaulois bel-, clair, et suffixe -ont-, -unt-, mais pourrait être une mauvaise latinisation. D'après Dottin, le nom serait issu de *Belodunum, « ville forte », Bellon étant sur une hauteur relative,.

## Histoire
Aucun site archéologique est mentionné sur la commune.

## Administration
| Période                                  | Période  | Identité        | Étiquette | Qualité     |
| ---------------------------------------- | -------- | --------------- | --------- | ----------- |
| Les données manquantes sont à compléter. |          |                 |           |             |
| 1987                                     | 2008     | Henri Renaudin  |           |             |
| 2008                                     | 2020     | Jean-Luc Tachet | SE        | Électricien |
| 2020                                     | En cours | Philippe Vigier |           |             |

## Démographie

### Évolution démographique
L'évolution du nombre d'habitants est connue à travers les recensements de la population effectués dans la commune depuis 1793. Pour les communes de moins de 10 000 habitants, une enquête de recensement portant sur toute la population est réalisée tous les cinq ans, les populations de référence des années intermédiaires étant quant à elles estimées par interpolation ou extrapolation. Pour la commune, le premier recensement exhaustif entrant dans le cadre du nouveau dispositif a été réalisé en 2004.

En 2022, la commune comptait 136 habitants, en évolution de −16,56 % par rapport à 2016 (Charente : −0,48 %, France hors Mayotte : +2,11 %).
| 1793 | 1800 | 1806 | 1821 | 1831 | 1841 | 1846 | 1851 | 1856 |
| ---- | ---- | ---- | ---- | ---- | ---- | ---- | ---- | ---- |
| 537  | 504  | 514  | 586  | 572  | 545  | 571  | 510  | 510  |

| 1861 | 1866 | 1872 | 1876 | 1881 | 1886 | 1891 | 1896 | 1901 |
| ---- | ---- | ---- | ---- | ---- | ---- | ---- | ---- | ---- |
| 375  | 462  | 451  | 420  | 420  | 419  | 392  | 356  | 386  |

| 1906 | 1911 | 1921 | 1926 | 1931 | 1936 | 1946 | 1954 | 1962 |
| ---- | ---- | ---- | ---- | ---- | ---- | ---- | ---- | ---- |
| 371  | 349  | 291  | 264  | 248  | 254  | 265  | 240  | 205  |

| 1968 | 1975 | 1982 | 1990 | 1999 | 2004 | 2006 | 2009 | 2014 |
| ---- | ---- | ---- | ---- | ---- | ---- | ---- | ---- | ---- |
| 176  | 157  | 179  | 156  | 152  | 180  | 186  | 167  | 160  |

| 2019 | 2022 | - | - | - | - | - | - | - |
| ---- | ---- | - | - | - | - | - | - | - |
| 141  | 136  | - | - | - | - | - | - | - |

### Pyramide des âges
La population de la commune est relativement âgée.
En 2018, le taux de personnes d'un âge inférieur à 30 ans s'élève à 18,4 %, soit en dessous de la moyenne départementale (30,2 %). À l'inverse, le taux de personnes d'âge supérieur à 60 ans est de 46,1 % la même année, alors qu'il est de 32,3 % au niveau départemental.
En 2018, la commune comptait 76 hommes pour 72 femmes, soit un taux de 51,35 % d'hommes, largement supérieur au taux départemental (48,41 %).
Les pyramides des âges de la commune et du département s'établissent comme suit.
| Hommes | Classe d’âge | Femmes |
| ------ | ------------ | ------ |
| 5,6    | 90 ou +      | 2,9    |
| 11,1   | 75-89 ans    | 15,9   |
| 26,4   | 60-74 ans    | 30,4   |
| 30,6   | 45-59 ans    | 23,2   |
| 8,3    | 30-44 ans    | 8,7    |
| 8,3    | 15-29 ans    | 5,8    |
| 9,7    | 0-14 ans     | 13,0   |

| Hommes | Classe d’âge | Femmes |
| ------ | ------------ | ------ |
| 1      | 90 ou +      | 2,7    |
| 9,2    | 75-89 ans    | 12     |
| 20,6   | 60-74 ans    | 21,3   |
| 20,7   | 45-59 ans    | 20,3   |
| 16,8   | 30-44 ans    | 16     |
| 15,6   | 15-29 ans    | 13,4   |
| 16,1   | 0-14 ans     | 14,3   |

## Économie

### Agriculture
La commune fait partie de l'aire d'origine contrôlée du Cognac « Bons Bois » et de l'AOC/AOP Noix du Périgord.

## Culture locale et patrimoine

### Lieux et monuments

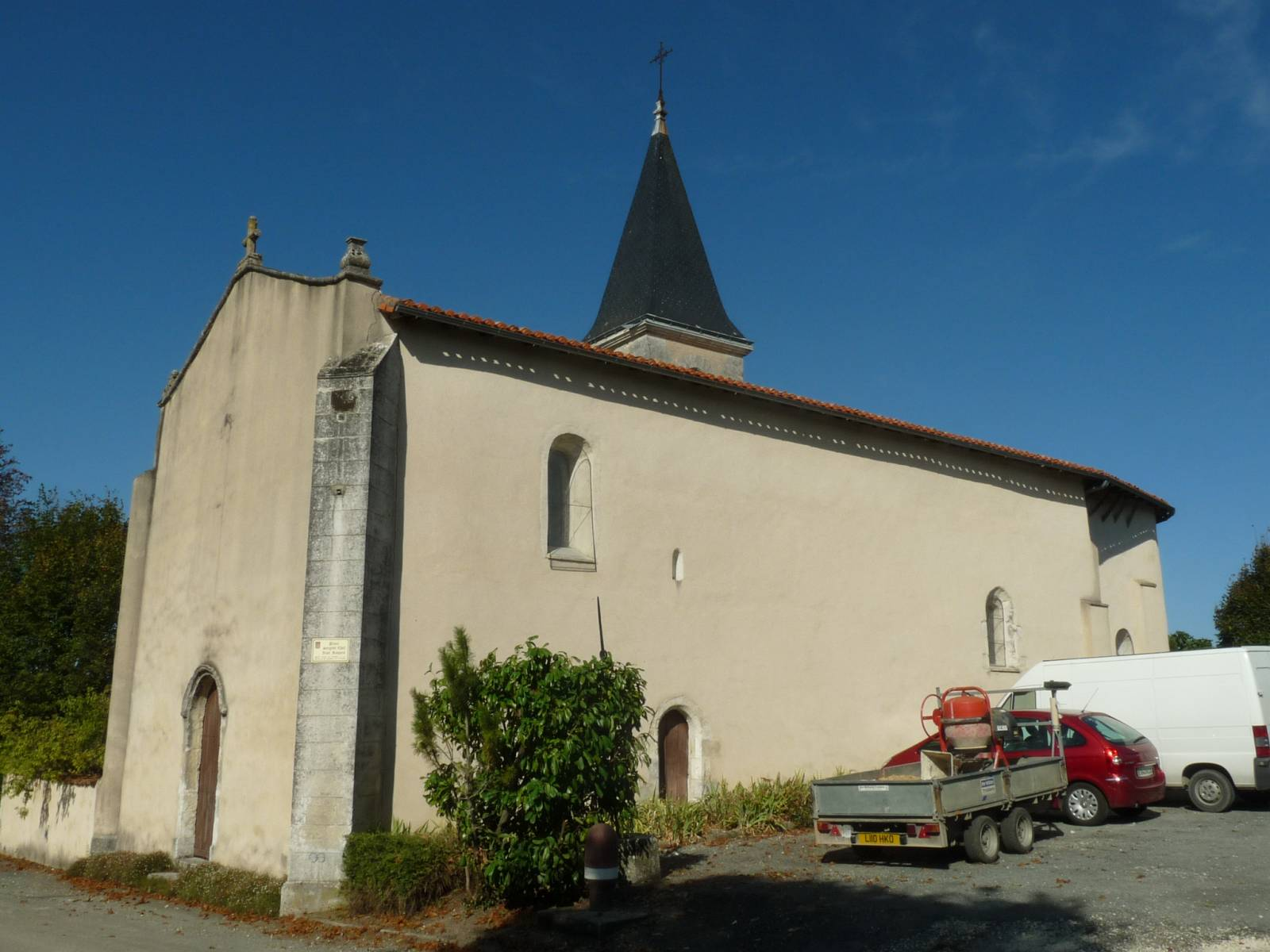
L'église Saint-Pierre.

L'église paroissiale Saint-Pierre était à son origine au XIIe siècle le siège d'une cure du diocèse de Périgueux. Elle a été remaniée après les dégâts des guerres de religion au XVIe siècle et présente une nef à travée unique. Elle a été revoûtée à la fin du XIXe siècle, ainsi que le clocher qui a été remonté en 1895.

### Personnalités liées à la commune
- Pierre Véry, romancier et scénariste, né à Bellon le 17 novembre 1900 et mort à Paris le 12 octobre 1960.

### Héraldique
| Blason de Bellon | Blason  | Losangé d'or et d'azur, au chef de gueules.      |
| Blason de Bellon | Détails | Le statut officiel du blason reste à déterminer. |